# Крістен Нюгорд (футболіст)
Крістен Нюгорд (дан. Kristen Nygaard, нар. 9 вересня 1949) — данський футболіст, що грав на позиції нападника. По завершенні ігрової кар'єри — тренер. Відомий за виступами в нідерландському клубі АЗ, а також національній збірній Данії. Чемпіон Нідерландів. Триразовий володар Кубка Нідерландів.

## Клубна кар'єра
Крістен Нюгорд є вихованцем футбольної школи клубу «Ольстебро». У дорослому футболі дебютував 1969 року в команді другого данського дивізіону ІХФ з Орхус, в якій грав до середини 1972 року.
У 1972 році данський нападник привернув увагу нідерландського клубу АЗ, і в цьому ж році став його гравцем. Відіграв за команду з Алкмара наступні десять сезонів своєї ігрової кар'єри. За час виступів у складі «АЗ» був основним гравцем атакувальної ланки команди та одним із головних бомбардирів команди, відзначившись 104 забитими м'ячами в 363 матчах Ередивізі. У складі команди став у сезоні 1980—1981 років чемпіоном Нідерландів, тричі у складі команди ставав володарем Кубка Нідерландів. У сезоні 1980—1981 років Нюгорд у складі команди вийшов до фіналу Кубка УЄФА, у фіналі якого нідерландський клуб за сумою двох матчів поступився англійському клубу «Іпсвіч Таун».
У 1982 році Крістен Нюгорд став гравцем французького клубу другого дивізіону «Нім-Олімпік», з яким за підсумками сезону вийшов до Ліги 1, щоправда після першого ж сезону команда повернулась до другого дивізіону. У складі «Нім-Олімпік» Нюгорд грав до 1987 року, а закінчив виступи на футбольних полях у складі нижчолігового французького клубу «Юзес» у 1989 році.

## Виступи за збірні
Крістен Нюгорд у 1969—1970 років залучався до складу молодіжної збірної Данії. На молодіжному рівні зіграв у 9 офіційних матчах, забив 5 голів.
1970 року дебютував в офіційних матчах у складі національної збірної Данії. У 1972 році Нюгорд у кладі збірної брав участь у футбольному турнірі Олімпійських ігор.
У складі збірної країни Крістен Нюгорд грав до 1979 року, провів у її складі 36 матчів, забивши 11 голів.

## Кар'єра тренера
У 1986 році, ще граючи на футбольному полі, Крістен Нюгор став граючим головним тренером клубу «Нім-Олімпік». Керував діями команди та грав у її складі до 1987 року, після чого покинув клуб.

## Титули і досягнення
- Чемпіон Нідерландів (1):

АЗ: 1980–1981
- Володар Кубка Нідерландів (3):

АЗ: 1977–1978, 1980–1981, 1981–1982